# Erich Kunz (Politiker)

Erich Kunz

Erich Ernst Kunz (* 16. Dezember 1897 in Vielau; † 30. April 1939 in Dresden) war ein deutscher Politiker (NSDAP).

## Leben
Er war der Sohn eines Werkmeisters. Nach dem Schulbesuch nahm Kunz ab 1914 mit dem 9. Sächsischen Infanterie-Regiment 133 am Ersten Weltkrieg teil. Im April 1919 schied er aus der Armee aus.
1922 trat Kunz erstmals in die NSDAP ein, der er sich nach ihrem vorübergehenden Verbot und der Neugründung zum 25. Juli 1925 erneut anschloss (Mitgliedsnummer 12.223). In der Partei übernahm er unter anderem Funktionen als Gauamtsleiter. Kunz wurde 1929 Kreisleiter der NSDAP in Zwickau und 1930 Gauamtsleiter in der Abteilung Gemeindepolitik im Gau Sachsen. 
Von 1929 bis zur Auflösung dieser Körperschaft im Herbst 1933 war Kunz Mitglied des Sächsischen Landtags. Von 1930 bis 1931 amtierte er dort als 2. stellvertretender Präsident. Ebenfalls von 1929 bis 1933 war er Stadtverordneter in Zwickau.
Nach dem Machtantritt der Nationalsozialisten übernahm Kunz von März bis Mai 1933 die Leitung des sächsischen Arbeits- und Wohlfahrtsministeriums. Danach war er bis 1. Dezember 1933 Staatskommissar zur besonderen Verwendung im Sächsischen Ministerium des Innern und wurde dort anschließend zum Ministerialrat befördert. Gleichzeitig übernahm er die Leitung der Gemeindeabteilung des Innenministeriums. Außerdem war Kunz Vorsitzender der sächsischen Landesdienststelle des Deutschen Gemeindetages und Mitglied des Vorstandes des Deutschen Gemeindetags sowie Leiter des Amtes für Kommunalpolitik bei der Gauleitung im NSDAP-Gau Sachsen. Des Weiteren war er Vorsitzender des Landespensionsverbandes Sächsischer Gemeinden, Vorsitzender des Wirtschaftsverbandes Sächsischer Gemeinden und des Sächsischen Gemeindeschadenversicherungsverbandes.
Von November 1933 bis zu seinem Tod 1939 saß Kunz zudem als Abgeordneter für den Wahlkreis 30 (Chemnitz-Zwickau) im nationalsozialistischen Reichstag.
Kunz, noch 1939 zum Ministerialdirektor ernannt, starb im April 1939 nach einem Zusammenstoß zweier Personenkraftwagen auf der Staatsstraße zwischen Dresden und Klotzsche während der Einlieferung in ein Krankenhaus an der erlittenen Brustverletzung.

## Schriften
- Die deutsche Gemeindeordnung vom 30. Januar 1935. Mit einer Einführung und der seither erlassenen Durchführungsverordnung und Ausführungsanweisung unter besonderer Berücksichtigung der Verhältnisse des Landes Sachsen, 1935. (zusammen mit Erich Guba)